# Banco BPM
El Banco BPM, S.p.A (sociedad anónima) es una entidad bancaria italiana de origen cooperativista, presente en toda Italia con la excepción de la norteña región de Trentino-Alto Adige.
La entidad se constituyó el 1 de enero de 2017 por medio de escritura de fusión entre el antiguo Banco Popolare y la Banca Popolare di Milano.
Se caracteriza por una presencia geográfica muy centrada en las ricas regiones del norte de Italia, en especial, la Lombardía (en donde tiene una cuota de mercado de aproximadamente el 15%), el Piemonte y el Veneto. Su cuota de mercado en el conjunto de Italia alcanza el 8,2%, siendo el tercer grupo financiero del país, después de Unicredit e Intesa Sanpaolo.
La entidad cuenta con un activo con cerca de 171.000 millones de euros, 4 millones de clientes, 2.467 sucursales y alrededor de 25.000 empleados. 
Cotiza en el índice bursátil italiano FTSE MIB, en la Bolsa de Milán.